# Damoiseau (Mondkrater)
Damoiseau ist ein Einschlagkrater auf der westlichen Mondvorderseite, am Rand des Oceanus Procellarum, östlich des Kraters Grimaldi und nördlich von Sirsalis.
Der Kraterrand ist unregelmäßig und abgeflacht, das Innere mit zahlreichen Furchungen in der Charakteristik eines Bruchbodenkraters.
| Buchstabe | Position          | Durchmesser | Link |
| --------- | ----------------- | ----------- | ---- |
| A         | 6,36° S, 62,6° W  | 47 km       |      |
| B         | 8,53° S, 61,62° W | 22 km       |      |
| BA        | 8,28° S, 59,09° W | 9 km        |      |
| C         | 9,15° S, 62,61° W | 14 km       |      |
| D         | 6,44° S, 63,26° W | 16 km       |      |
| E         | 5,22° S, 58,39° W | 14 km       |      |
| F         | 7,9° S, 62,29° W  | 10 km       |      |
| G         | 2,52° S, 55,74° W | 4 km        |      |
| H         | 3,87° S, 59,87° W | 46 km       |      |
| J         | 4,07° S, 62,13° W | 7 km        |      |
| K         | 4,73° S, 60,44° W | 19 km       |      |
| L         | 4,54° S, 59,36° W | 12 km       |      |
| M         | 5,08° S, 61,27° W | 58 km       |      |

Der Krater wurde 1935 von der IAU nach dem französischen Astronomen Marie-Charles-Théodore de Damoiseau de Montfort offiziell benannt.